# Вулкан Шишалдина
Вулка́н Шиша́лдина (англ. Shishaldin Volcano) — действующий вулкан на Аляске, Северная Америка, находится на острове Унимак. Высшая точка Алеутских островов.
При высоте в 2857 м вулкан Шишалдина является третьим по величине среди островных вулканов Северной Америки. Кроме того, он является одним из самых активных на Алеутских островах.
Вулкан Шишалдина национальная природная достопримечательност США.

## Название
Название «вулкан Шишалдина» объясняется как русификация алеутского названия Sisagux̂, происходящего, вероятно, от sisa- («потеряться, заблудиться»). Приводится также алеутское название Sisquk (Сискуик), означающее «гора, которая указывает место, где я заблудился».

## Активность
Этот вулкан имеет множество зарегистрированных извержений в течение XIX и XX веков, а также несколько сообщений о вулканической деятельности в этом районе в течение XVIII века. Последнее извержение произошло в 2004 году.

## Восхождения
Первое подтверждённое восхождение на вулкан Шишалдина было совершено в 1932 году Дж. Петерсоном и двумя его компаньонами. Учитывая характер восхождения (пологий склон под углом до 40 градусов, покрытый снегом), вполне возможно, что до этого вершину покоряли жители Алеутских островов, русские или кто-либо ещё. Вулкан Шишалдина является популярным у местных жителей склоном для спуска на горных лыжах (вертикальный спуск составляет 1830 м).